# Baschleiden
Baschleiden (franska) (luxemburgiska: Baschelt lyssna (fil), tyska: Baschleiden) är en ort i kantonen Wiltz i nordvästra Luxemburg. Den ligger i kommunen Boulaide, cirka 39 kilometer nordväst om staden Luxemburg. Orten har 475 invånare (2022).